# أوريل (فرنسا)
أوريل (بالفرنسية: Aureil)‏ هي بلدية في مقاطعة فيين العليا في منطقة أقطانية الجديدة غرب فرنسا.